# Elías Piña
Elías Piña ist eine der 31 Provinzen  der Dominikanischen Republik. Es liegt im Westen an der Grenze zu Haiti. Die Provinz hat 64.614 Einwohner auf einer Fläche von 1.395,5 km² (Stand 2022).
Die Provinz wurde 1942 mit dem Namen San Rafael gegründet. Ab 1965 hieß die Provinz La Estrelleta, bis sie schließlich 1972 ihren jetzigen Namen erhielt.

## Wichtige Städte und Ortschaften
- Comendador, Provinzhauptstadt
- Banaca
- Sabana Cruz
- Sabana Higuero
- Sabana Largo
- Guayabo
- El Llano
- Hondo Valle
- Rancho de la Guardia
- Juan Santiago
- Pedro Santana
- Río Limpio